# الشفا الحقية
الشفا الحقية رِبَاطُ الحُقِّ أو شَفا الحُقّ حلقة غضروفية ليفية تحيط بمحيط الحُق في الورك، مما يؤدي إلى تعميق الحُق. يتم ربط الشفة الحُقّية بالحافة العظمية والرباط الحُقّي المستعرض. إنه مثلث الشكل في المقطع العرضي (حيث يتم تمثيل القمة بواسطة الهامش الحر).
يساهم الشفة في السطح المفصلي للمفصل (يزيده بنسبة 10% تقريبًا). يحتضن رأس الفخذ، ويثبته بقوة في تجويف المفصل لتثبيت المفصل. وبالتالي، فإنه يغلق أيضًا تجويف المفصل، مما يسهل توزيع السائل الزلالي بالتساوي بحيث يتم تقليل الاحتكاك وتوزيع العناصر الغذائية المذابة بشكل أفضل.